# Найдіч Юрій Володимирович
Юрій Володимирович Найдіч (6 серпня 1929, Харків — 11 березня 2019, Київ)  — український вчений у галузі матеріалознавства, член-кореспондент НАН України з 1978, дійсний член НАН України з 15 січня 1988 року. У відділенні фізико-технічних проблем матеріалознавства секції фізико-технічних і математичних наук.

## Життєпис
Народився 6 серпня 1929 року у місті Харкові в родині службовця.
В 1955 році закінчив Київський політехнічний інститут за спеціальністю інженер-металофізик. Того ж року почав працювати в Інституті проблем матеріалознавства ім. І. М. Францевича НАН України (тоді — Інститут металокераміки й спеціальних сплавів АН УРСР), де пройшов шлях від аспіранта до завідувача відділу контактних явищ і паяння неметалічних матеріалів (з 1964 р.), головного наукового співробітника.
Помер 11 березня 2019 року на 90-му році життя у Києві.

## Наукові напрямки
Теоретичні й експериментальні дослідження поверхневих і адгезійних властивостей розплавів, змочування ними різних речовин і матеріалів, в тому числі кераміки, стекол, алмазів, вуглеграфітних матеріалів, і різне технологічне застосування цих процесів стали основним напрямом наукової діяльності Юрія Володимировича.
Він створив визнану сьогодні у світі наукову матеріалознавчу школу. У результаті багаторічних досліджень ученим встановлені фундаментальні закони й запропонована теорія високотемпературної капілярності (хімічна теорія змочування), що дозволяє прогнозувати й управляти ступенем змочування в різних кераміко-металевих системах. На підставі теорії розроблені й впроваджені у виробництво багато технологічних процесів з'єднання (паяння, зварювання) кераміки, стекол, алмазних й інших надтвердих матеріалів.
Його фундаментальні роботи мали широке прикладне застосування у розробленні різногалузевих технологій, зокрема в космічних технологіях, металургії, зварювальному виробництві, технологіях створення алмазних інструментів, оптиці, електроніці, вакуумній, кріогенній, космічній техніці (вікна-ілюмінатори й інші деталі), технологіях нанесення металевих адгезійно-активних плівок на неметалічні матеріали, технології синтезу алмазних плівок з газової фази тощо.

## Науковий доробок
Автор численних наукових статей і монографій, має низку авторських свідоцтв і патентів. Монографічні видання опубліковані в Україні та за кордоном: у США, Росії, Японії й Англії. Учений підготував 40 докторів і кандидатів наук, займався педагогічною діяльністю в Київському національному університеті ім. Тараса Шевченка.